# 4386 Lüst
A 4386 Lüst (ideiglenes jelöléssel 6829 P-L) a Naprendszer kisbolygóövében található aszteroida. Cornelis Johannes van Houten,  Ingrid van Houten-Groeneveld,  Tom Gehrels fedezte fel 1960. szeptember 26-án.